# Овча купел (жилищен комплекс)
Жилищен комплекс „Овча купел“ е квартал на град София, България, разположен в район „Овча купел“, на 5,9 километра западно от центъра на града.
Намира се южно от железопътната линия София – Перник и източно от Околовръстния път и граничи с кварталите „Факултета“ на североизток, „Овча купел“ на югоизток, „Горна баня“ на югозапад и невключени в квартали територии на север.

## Улици и произход на имената им
| Път                   | Наречен на                                                                                       | Местоположение |
| --------------------- | ------------------------------------------------------------------------------------------------ | -------------- |
| „675-та“              | –                                                                                                | Карта          |
| „761“                 | –                                                                                                | Карта          |
| „762“                 | –                                                                                                | Карта          |
| „763“                 | –                                                                                                | Карта          |
| „764“                 | –                                                                                                | Карта          |
| „765“                 | –                                                                                                | Карта          |
| „767“                 | –                                                                                                | Карта          |
| „769“                 | –                                                                                                | Карта          |
| „Анастасия Димитрова“ | Анастасия Димитрова (1815 – 1894), просветна деятелка                                            | Карта          |
| „Антонин Колар“       | Антонин Колар (1841 – 1900), чешки архитект                                                      | Карта          |
| „Ахелой“              | Ахелой, град в Поморийско                                                                        | Карта          |
| „Бойчо Бойчев“        | Бойчо Бойчев (1902 – 1971), лекар                                                                | Карта          |
| „Братя Бартел“        | Братя Бартел, австрийски геодезисти                                                              | Карта          |
| „Василий Верешчагин“  | Василий Верешчагин (1842 – 1904), руски художник                                                 | Карта          |
| „Вацлав Роубал“       | Вацлав Роубал, чешки архитект                                                                    | Карта          |
| „Гълъбова“            | Гълъбови (Columbidae), семейство птици                                                           | Карта          |
| „Детелина“            | Детелина (Trifolium), род растения 84 ОДЗ \|\| Карта                                             |                |
| „Димитър Попниколов“  | Димитър Попниколов (1880 – 1978), революционер, 88 СОУ                                           | Карта          |
| „Жюл Лошо“            | Жул Лошо, френски ландшафтен архитект                                                            | Карта          |
| „Иван Хаджийски“      | Иван Хаджийски (1907 – 1944), писател 149 СОУ                                                    | Карта          |
| „Карл Трънка“         | Карл Трънка (1853 – 1923), чешки инженер                                                         | Карта          |
| „Ликурго Амадей“      | Ликурго Амадей, италиански инженер                                                               | Карта          |
| „Монтевидео“          | Монтевидео, град в Уругвай                                                                       | Карта          |
| „Николай Копиткин“    | Николай Копиткин (1853 – 1912), руски инженер                                                    | Карта          |
| „Петър Димков“        | Петър Димков (1886 – 1981), офицер и народен лечител                                             | Карта          |
| „Петя Дубарова“       | Петя Дубарова (1962 – 1979), поетеса                                                             | Карта          |
| „Президент Линкълн“   | Ейбрахам Линкълн (1809 – 1865), американски политик                                              | Карта          |
| „Пролетен ден“        | Пролетен ден името идва от местната детска градина 39 ОДЗ Пролет                                 | Карта          |
| „Промишлена“          | Промишленост, стопанска дейност Улицата разделя Жк. Овча Купел 1 от Жк. Овча Купел 2. \|\| Карта |                |
| „Сребърни звънчета“   | „Сребърни звънчета“, музикална група, 33 ОДЗ                                                     | Карта          |
| „Феникс“              | Феникс, митологично същество                                                                     | Карта          |
| „Фридрих Грюнангер“   | Фридрих Грюнангер (1856 – 1929), австрийски архитект                                             | Карта          |
| „Херман Майер“        | Хайнрих Майер (1856 – 1930), швейцарски архитект                                                 | Карта          |
| „Централна“           | Главната улица в Жк. Овча Купел 2.                                                               | Карта          |
| „Юрдан Иванов“        | Юрдан Иванов (1862 – 1907), общественик                                                          | Карта          |